# Вранци (Крешево)
Вранци је насељено место у Босни и Херцеговини у општини Крешево. Административно припада Федерацији Босне и Херцеговине, односно њеном Средњобосанском кантону. Према попису становништва из 2013. у насељу је било 74 становника, а већинску популацију чинили су Хрвати.
На територији села се налази камени мост дужине 9,5 метара, вероватно настао током периода римске владавине, те остаци некадашње римске цесте који се налазе на листи националних споменика Босне и Херцеговине.

## Становништво
По последњем службеном попису становништва из 2013. године у овом насељу живело је 74 становника, а село је било етнички хомогено са већинском хрватском  популацијом.
| Националност | 2013. | 1991.       | 1981.        | 1971.        |
| Хрвати       | —     | 96 (98,97%) | 146 (96,05%) | 176 (98,88%) |
| Срби         | —     | 0           | 0            | 1 (0,56%)    |
| Црногорци    | —     | 0           | 0            | 1 (0,56%)    |
| Југословени  | —     | 1 (1,03%)   | 1 (0,65%)    | 0            |
| остали       | —     | 0           | 4 (2,63%)    | 0            |
| Укупно       | 74    | 97          | 152          | 178          |